# 오비번
오비 번(일본어: 飫肥藩 오비한[*])은 휴가국 나카군의 남부(현 미야자키현 니치난시의 거의 전역과 미야자키시 남부)를 지배했던 번이다. 번청은 오비성이고, 영주는 이토씨였으며, 가격은 도자마 다이묘였다.

## 번의 역사
휴가 이토 씨는 가마쿠라 시대에 휴가국의 지두에 임명되어, 1335년 6대 당주 이토 스케모치(伊東祐持)가 아시카가 다카우지에 의해 300개 마을을 배당받고 하향했을 때부터 시작되었다. 한때는 시마즈씨와의 싸움에 져 휴가국에서 쫓겨나기도 했지만, 12대 당주 스케타카(祐兵)가 도요토미 히데요시의 규슈 정벌에 따라 나서서 전공을 세워 오비의 땅을 되찾아 근세 다이묘로서의 부활을 이뤘다.
1600년 세키가하라 전투에서 스케타카가 오사카에서 병을 얻었기 때문에 얼떨결에 서군에 붙기는 했지만, 몰래 구로다 요시타카를 통해 동군에 편을 들었고, 적자인 스케노리(祐慶)를 하향시키고 미야자키 성을 공격한다. 1617년 에도 막부 제2대 쇼군 도쿠가와 히데타다로부터 5만 7천석의 영지의 소유권을 인정받는 문서를 받았다.
오비번 제3대 번주 스케히사(祐久)는 1636년 동생 스케토요(祐豊)에게 3천석을 분배하고 무사들을 모았다. 4대 번주 스케미치(祐由)는 1657년 동생 스케하루(祐春)에게 3천석을 분배했기 때문에, 이후 수확량은 5만 1천석이 되었다.
영내는 경작지가 적고, 산림과 해변으로 둘러싸여 있었다. 온난하고 습윤한 기후를 이용하여 삼나무, 노송나무 등의 임업을 발전시켜 오늘날에도 ‘오비 삼나무’가 이 땅의 특산물로 남아있다. 또한 동시에 어업도 번의 재정의 일익을 담당했다. 또한 사쓰마와 마찬가지로 ‘지두’라는 명칭의 일자리도 있었다. 이전 기요다케성(清武城)은 번의 두 번째 거점으로서 기요 지두가 배치되어 있었다.
11대 번주 스케타미(祐民)는 1801년 학문소를 설치하고, 이것이 1830년 번교(番校) 신토쿠도(振徳堂)가 되었다.
막말의 오비번은 최고 재정난에 빠져 1851년에는 번사의 녹봉을 1/3로 줄였고, 1857년에는 검약령을 내렸다.
1871년 폐번치현에 의해 오비 현이되었다. 이후 미야코노조현, 미야자키현, 가고시마현을 거쳐 다시 분현되어 미야자키현에 편입되었다.
1884년 14대 번주 스케요리(祐帰)는 자작의 작위를 받고 화족이 되었다. 또한, 메이지 시대, 외무대신이 되어 포츠머스 조약을 체결한 고무라 주타로는 오비번의 출신이다.

## 역대 번주
이토가
도자마 5만 7천석→5만 4천석→5만 1천석
1. 스케타케（祐兵）〔종5위하, 분고노카미〕
2. 스케노리（祐慶）〔종5위하, 슈리다이후〕
3. 스케히사（祐久）〔종5위하, 야마토노카미〕 3천석 분할
4. 스케미치（祐由）〔종5위하, 사쿄노료〕 3천석 분할
5. 스케자네（祐実）〔종5위하, 야마토노카미〕
6. 스케나가（祐永）〔종5위하, 슈리노료〕
7. 스케유키（祐之）〔종5위하, 야마토노카미〕
8. 스케타카（祐隆）〔종5위하, 슈리다이후〕
9. 스케요시（祐福）〔종5위하, 야마토노카미〕
10. 스케아쓰（祐鐘）〔종5위하, 사쿄노료〕
11. 스케타미（祐民）〔종5위하, 슈리다이후〕
12. 스케히로（祐丕）〔종5위하, 슈리다이후〕
13. 스케토모（祐相）〔종5위하, 우쿄다이후〕
14. 스케요리（祐帰）〔정4위, 슈리다이후〕

## 같이 보기
- 폐번치현

## 참고 문헌
- 『飫肥藩分限帳』 野田敏夫／校訂 日向文化談話会 1974년 12월 3일
- 『藩史総覧』 児玉幸多・北島正元／감수 新人物往来社　1977년
- 『別冊歴史読本24 江戸三百藩 藩主総覧 歴代藩主でたどる藩政史』 新人物往来社 1977년
- 『大名の日本地図』 中嶋繁雄／著 文春新書 2003년
- 『江戸三００藩 バカ殿と名君 うちの殿さまは偉かった?』 八幡和郎／著 光文社新書 2004년
- 『日本歴史地名大系・宮崎県』 平凡社